# Francolinus
Francolinus és un gènere d'ocells de la família dels fasiànids (Phasianidae). Aquests francolins habiten en zones de praderies o estepes de l'Asia meridional.

## Llistat d'espècies
Antany molts autors inclouen dins el gènere Francolinus, totes les espècies que actualment són ubicades als gèneres Peliperdix, Scleroptila, Dendroperdix, Ortygornis i Pternistis.Segons la classificació del Congrés Ornitològic Internacional (versió 2.4, 2010) aquest gènere està format per cinc espècies:

Fa poc van ser apartats d'aques gènere dues que van ser ubicades a Ortygornis arran estudis recents.
Actualment es consideren tres espècies:
- Francolinus francolinus - Francolí pitnegre.
- Francolinus pictus - Francolí pintat.
- Francolinus pintadeanus - Francolí de la Xina.